# Centre pluridisciplinaire de sémiolinguistique textuelle
Le Centre Pluridisciplinaire de Sémiolinguistique Textuelle est l'un des laboratoires de recherche présents au sein de l'Université de Toulouse-Le Mirail.

## Thématiques générale
- Sémantique
- Sémiotique
- Discours
- Textes
- Genres
- Types
- Analyse informatique

## Programmes de recherche
- Schématisations et formes sémiotiques - praxis énonciative - énonciation et interaction sujet/objet - identité, réception
- Genres, types, discours : les contraintes des cadres énonciatifs (programmation énonciative)
- Styles, formes de vie, sémiotique des cultures
- Vers la recherche appliquée : pédagogie, didactique, métiers de la sémiotique